# Valdaj
Valdaj (rusky Валдай) je město v Novgorodské oblasti v Ruské federaci. Při sčítání lidu v roce 2010 měl přes šestnáct tisíc obyvatel.

## Poloha a doprava
Valdaj leží na jihozápadním břehu Valdajského jezera na Valdajské vrchovině, která je podle něj pojmenována.
Ze správního hlediska leží Valdaj na jihovýchodním kraji Novgorodské oblasti blízko hranice s Tverskou oblastí. Od Novgorodu, správního střediska oblasti, je vzdálen přibližně 140 kilometrů jihovýchodně a od Moskvy, hlavního města celé federace, přibližně 400 kilometrů severozápadně.
Ve Valdaji je nádraží na místní dráze, která vede z města Bologoje (tedy od trati z Petrohradu do Moskvy) přes Starou Russu do Dna.

## Zajímavosti
Podle města je pojmenován Valdajský klub, jehož první zasedání se zde konalo v roce 2004.